# Свято-Іллінська церква (Чорнобиль)
Свято-Іллінська церква — єдина чинна церква у Чорнобильській зоні відчуження, побудована в другій половині XIX століття.

## Історія

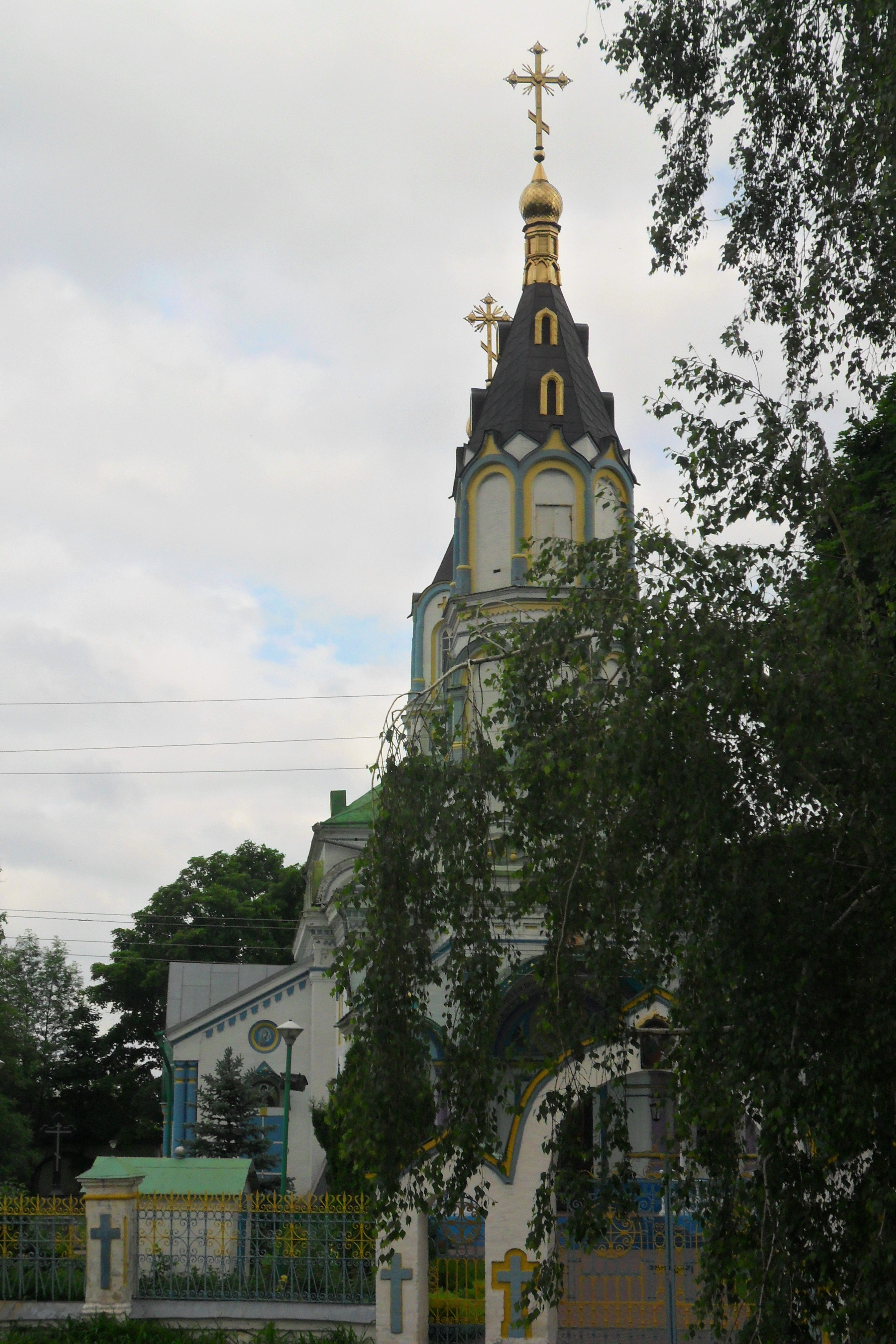
Іллінська церква, травень 2013

Дерев'яна Іллінська церква вперше була споруджена у Чорнобилі у 1500-х роках на тому місці, де вона знаходиться і нині. Це ріг вулиць Московська та Пожежний узвіз. Пожежний узвіз ще називають Іллінська гора. Але ж церква згоріла та згідно з актами Радомишльської консисторії, в 1749 році було прийняте рішення про будівництво у Чорнобилі Іллінської церкви на місці давнішньої, що згоріла. Іллінська однокомплектна дерев'яна церква, побудована у 1779 році, перебудована священиком Миколою Успенським в 1863 році, згоріла під час пожежі 26 вересня 1872 року і відбудована у сучасному вигляді в 1877 році, освячена у 1878 році. Іллінська церква на той час володіла 52 десятинами землі. До неї були приписані частина поміщицьких селян, які проживали у Чорнобилі (жителі вулиць Слобода (Київська), Литвини (Калініна), Подол та довколишніх сіл: Залісся, Гапоновичи, Запілля). З цих прихожан збирали податок на яйця-жовтки та ранкове коров'яче молоко — для замішування вапняного розчину, тому церква міцна і стоїть і досі. В 1930 році Іллінську церкву намагалися зруйнувати, але не змогли, тільки скинули дзвони. В 1930-ті роки приміщення церкви використовували під склад для зберігання зерна. Вдруге намагалися підірвати церкву в 1941 році під час евакуації з Чорнобиля. Але знову це зробити не вдалося. Богослужіння відновилося у 1944 році.
Настоятелями Іллінської церкви в Чорнобилі в різні часи служили священики Матвій Рубанович (1739—1771), Іоанн Матвіїв Рубанов (1771—1820), Федір Михайлів Шиманський (28.09.1821-1854), Микола Григор'єв Успенський (28.02.1855-03.10.1867), Олексій Яковлєв Оглоблін (10.10.1867-1876), Лев Саввин Павловський (30.05.1876-1889), Всеволод Тихонов Проценко (26.05.1890-1894). З березня 1895 року до середини 20-х років 20 сторіччя в Свято-Іллінській церкві проводив богослужіння священик Волков Іван Олександрович (народ. 23.09.1866 року в с. Ромейки Звенігородського повіту Київській губернії). Іван Олександрович одним з перших у Чорнобилі постраждав від репресій радянської влади. Помер Волков І. О. в 1928 році і похований на Лук'янівському кладовищі у м. Києві. В післявоєнний час «чорнобильськими батюшками» були: з 1944 по 1955 роки — Павло Попов, з 1955 по 1965 рік — отець Митрофан. Після його смерті до початку 1980 років — Олександр Прокопенко, з 1980 по 1986 рік — отець Микола Гасиця, який був евакуйований разом із мешканцями міста після вибуху на Чорнобильській атомній електростанції у травні 1986 року.
З травня 1986 року деякий час богослужіння в Свято-Іллінському храмі не проводились. Богослужіння були відновлені наприкінці 1990 року і до 2001 року проводились несистематично. Прихожанами храму стали учасники ліквідації наслідків Чорнобильської катастрофи, які працювали у Чорнобильські зоні відчуження по вахтах, самосели. У цей період богослужіння у храмі проводив 80-річний священик протоєрей Федір Ленок. У 2001 році в Свято-Іллінську церкву був призначений постійний священик протоєрей Микола Якушин, корінний чорнобилянин, який зробив значний внесок у відбудову храму та збереження його історії. У 2011 році зусиллями та за безпосередньої участі отця Миколи поряд із храмом, у приміщенні колишньої початкової школи (яка до радянських часів була церковно-приходською) відкрито Чорнобильский церковний музей.
У Чорнобильському Свято-Іллінському храмі знаходиться ікона Миколи Чудотворця (XVIII ст.), яка вважається чудотворною. Ще в XIX столітті відомий дослідник історії Чорнобильського Полісся Л. Похілевич розповідав про особливе шанування у Чорнобилі Мирлікійського чудотворця, якого називають Охоронцем землі Чорнобильської, який зціляє, зміцнює віру, надає бажання і силу жити, творити добро, любити близьких. У Свято-Іллінському храмі також знаходиться ікона «Чорнобильський Спас», написана за ініціативою громадської організації "Союз «Чорнобиль» України і освячена в Києво-Печерській Лаврі 28 серпня 2003 року.
Церква належить до Православної Церкви України з 22 листопада 2023 року. Богослужіння відбуваються під час релігійних свят. Прихожанами храму є нечисленні самосели, вахтовики ЧАЕС і зони відчуження, правоохоронці, що несуть службу в Чорнобилі, а також туристи.